# Forêt de Fougères
La forêt domaniale de Fougères est une forêt française située sur les communes de Laignelet et de Landéan en limite nord de la ville de Fougères dans le département d'Ille-et-Vilaine en Bretagne. Elle s’étend sur une superficie de 1 673 hectares et est principalement constituée de hêtres. C'est une forêt domaniale, gérée par l'Office national des forêts, et est ouverte au public.

## Histoire
Les forêts de Fougères, du Pertre, de La Guerche et d'Araize devaient former autrefois une ligne continue de forêts entre les Riedones et les Cénomans, une sorte de première marche frontière entre la Bretagne, le Maine et l'Anjou.
Charbonniers et sabotiers étaient nombreux les siècles passés (jusque dans les premières décennies du XXe siècle) en forêt de Fougères.

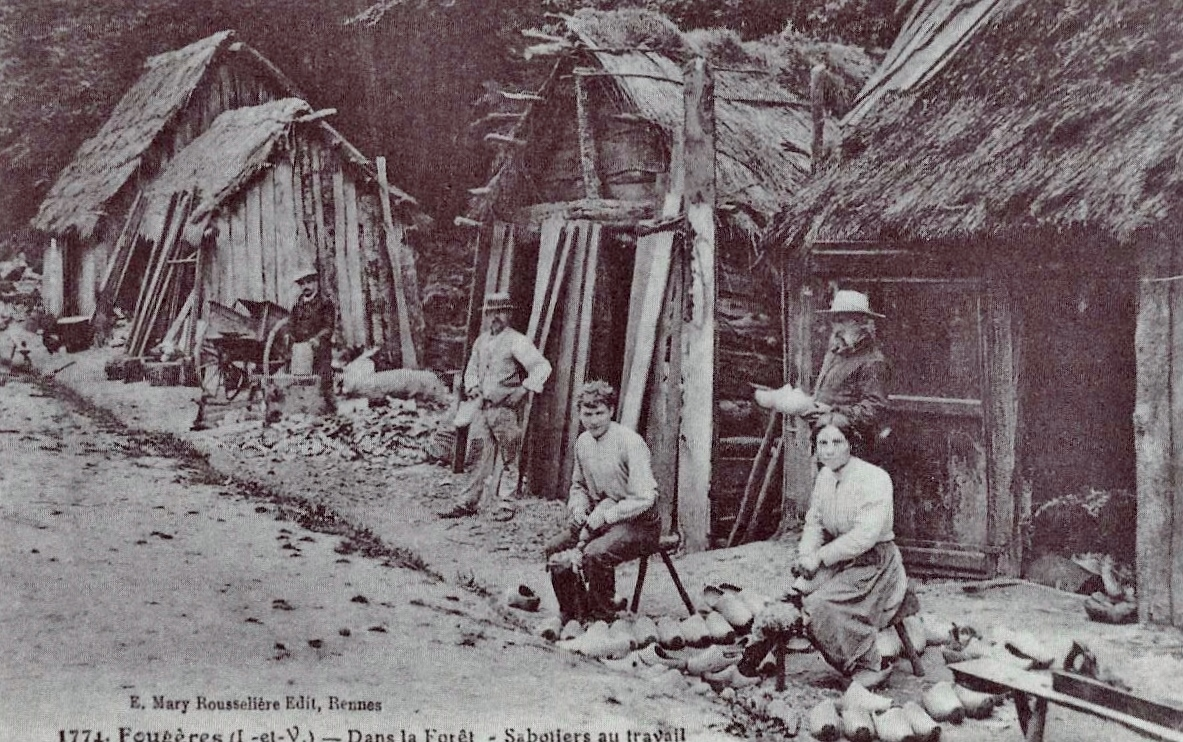
Sabotiers en forêt de Fougères vers 1900 (carte postale E. Mary-Rousselière)

## Faune et flore
La forêt est inventoriée en ZNIEFF depuis 1974. Il est recensé ainsi 38 espèces floristiques. Un arboretum a été réalisé en avril 2013 pour valoriser le patrimoine arboré.
On y dénombre 49 espèces d'oiseaux et des mammifères comme l'écureuil roux, le chevreuil, le sanglier, etc.

## Minéral
La fougèrite est un minéral de la famille des rouilles vertes. Il a été identifié et caractérisé pour la première fois en 1996 dans le milieu naturel dans des sols hydromorphes dans la Forêt de Fougères, d'où son nom,.

## Sites remarquables
La forêt accueille deux sites mégalithiques :
- le cordon des Druides, alignement du néolithique
- la pierre courcoulée, dolmen classé au monuments historiques depuis 1946.

On trouve aussi les celliers de Landéan au nord de la forêt.

## Rocade de Fougères
Le contournement routier de Fougères est incomplet du fait de la présence de la forêt de Fougères. Si le projet figure au Schéma de cohérence territoriale, les services de l'État ont émis en 2008 de fortes réserves quant aux impacts du tracé sur la forêt,.